# Uropsilus atronates
Uropsilus atronates — вид ссавців родини Talpidae. Це ендемік Китаю, відомий лише з околиць Мучен у провінції Юньнань.